# Глубоководное сообщество
Глубоководное сообщество — любое сообщество организмов, связанных общей средой обитания в глубоком море. Проблемы изучения глубоководного биома связаны с технологическими и логистическими трудностями, а также с расходами. Из-за уникальных условий (высокого барометрического давления, экстремальных температур и отсутствия света) долгое время считалось, что в этой враждебной среде практически нет жизни. Однако исследования, начатые в XIX веке, показали, что в глубоководных районах моря существует значительное биоразнообразие.
Тремя основными источниками энергии и питательных веществ для глубоководных сообществ являются: морской снег, китовые осадкии хемосинтез в гидротермальных источниках и холодных просачиваниях.

## История
До XIX века учёные предполагали, что глубоководная жизнь в океане встречается редко. В 1870-х годах экспедиция «Челленджера» под руководством океанографа Чарльза Томсона, обнаружили множество глубоководных существ самых разных типов.
Первое открытие глубоководного хемосинтетического сообщества (моллюски), включающего высших животных, было сделано (в 1977 году) в гидротермальных источниках в восточной части Тихого океана во время геологических исследований с подводного аппарата Алвин.
Самая глубокая точка всех океанов Земли, Бездна Челленджера, расположена в южной части Марианской впадины недалеко от группы Марианских островов. Первые записи её глубины (8184 метра) были сделаны в 1875 году, а в 1960 году Дон Уолш и Жак Пикар, спустившись на её дно на батискафе «Триест», заметили там небольшую рыбу, похожую на камбалу.
Японский телеуправляемый подводный аппарат Кайко стал вторым судном, достигшим дна Бездны Челленджера (в 1995 году). Nereus в 2009 году достиг глубины 10 902 метра в Бездне Челленджера. В 2009 году гидролокационное картирование Бездны Челленджера, на борту научно-исследовательского судна Kilo Moana,показало максимальную глубину 10971 метр. Использовался гидролокатор с фазовым и амплитудным обнаружением дна.

## Среда

### Количество света
Выделяют зоны в океане в зависимости от наличия или отсутствия солнечного света. Почти все формы жизни в океане зависят от фотосинтетической активности фитопланктона и других морских растений, преобразующих углекислый газ в органический углерод (основной строительный блок органического вещества). Фотосинтез, в свою очередь, требует энергии солнечного света.
Слой водной толщи, до которого проникает солнечный свет, называется фотической зоной. Самая верхняя часть фотической зоны, где достаточно света для поддержания фотосинтеза фитопланктоном и растениями, называется эвфотической зоной (также называемой эпипелагической зоной или поверхностной зоной). Нижняя часть фотической зоны, где интенсивность света недостаточна для фотосинтеза, называется дисфотической зоной (дисфотическая в переводе с греческого означает «плохо освещенная»), также используется термин мезопелагическая зона, сумеречная зона. Его нижняя граница находится на уровне термоклина 12 °C (54 °F), в тропиках обычно соответствует глубине от 200 до 1000 метров.
Эвфотическая зона —зона с интенсивностью света 0,1-1 % от поверхностной солнечной радиации, в зависимости от сезона, широты и степени мутности воды. В самой чистой океанской воде эвфотическая зона может простираться на глубину около 150 метров или редко до 200 метров. Растворенные вещества и твердые частицы поглощают и рассеивают свет, а в прибрежных районах высокая концентрация этих веществ приводит к быстрому ослаблению света с глубиной. В таких районах глубина эвфотической зоны может составлять всего несколько десятков метров или меньше. Дисфотическая зона, где интенсивность света значительно меньше 1 % поверхностной освещенности, простирается от основания эвфотической зоны примерно до 1000 метров. От нижней части фотической зоны до морского дна простирается афотическая зона — область вечной темноты.
Средняя глубина океана составляет около 3688 метров, таким образом фотическая зона— малая часть общего объёма океана. При этом фотическая зона имеет самое большое биоразнообразие и биомассу среди всех океанических зон. Почти вся первичная продукция в океане производится здесь.
Питание любых форм жизни афотической зоны осуществляется следующим образом:
- перемещение вверх по толще воды[англ.] в фотическую зону с целью питания
- морским снегом, опускающимся сверху[4]
- другой источник энергии и питания (как это происходит у хемосинтетических архей, обнаруженных вблизи гидротермальных источников и холодных просачиваний) .

### Давление
Давление является наиболее сильным фактором окружающей среды, действующим на глубоководные организмы. Большая часть глубокого моря находится под давлением от 200 до 600 атм, однако сам диапазон давления находится в пределах от 20 до 1000 атм. Животным субфотических зон пришлось эволюционировать, чтобы выживать в условиях экстремального давления. Давление увеличивается примерно на одну атмосферу каждые десять метров. В Марианской впадине, максимальная глубина которой составляет около 10,9 км, что больше высоты горы Эверест, давление составляет около 11 318 метрических тонно-сил на квадратный метр (110,99 МПа или 16 100 фунтов на квадратный дюйм).
Чтобы справиться с давлением:
- многие рыбы имеют довольно маленькие размеры, обычно не превышающие 25 см в длину
- чем глубже среда обитания, тем более желеобразной становится плоть и тем менее развитой становится структура скелета
- устранились все лишние полости, которые могли бы разрушиться под давлением (например, плавательные пузыри).

С появлением ловушек, включающих специальную камеру поддержания давления, удалось извлечь из морских глубин неповрежденных и в хорошем состоянии крупных многоклеточных животных.

### Температура
Существуют две области наибольшего и наиболее быстрого изменения температуры в океанах:
- переходная зона между поверхностными водами и глубинными водами, термоклин
- переход между глубоководным дном и потоками горячей воды в гидротермальных источниках.

Толщина термоклинов варьируется от нескольких сотен метров до почти тысячи метров. Ниже термоклина водная масса глубокого океана холодная и гораздо более однородная. Термоклины наиболее сильны в тропиках, где температура эпипелагической зоны обычно превышает 20°С. От основания эпипелагиали температура на протяжении нескольких сотен метров падает до 5-6 °C на глубине 1000 метров. Дальнейший темп снижения температуры замедляется. Глубже 3000-4000 м вода изотермична (температура практически не меняется в течение длительных периодов времени). Сезонных изменений температуры не наблюдается, как и годовых изменений. Ни одно другое место обитания на Земле не имеет такой постоянной температуры.
Гидротермальные источники являются прямой противоположностью постоянной температуре. В этих системах температура воды на выходе из дымоходов «чёрного курильщика» может достигать 400 °C (кипения нет из-за высокого гидростатического давления), а через несколько метров она может опуститься до 2-4°С.

### Солёность
Солёность воды постоянна по всей глубине моря.
Исключения:
- Солёность в Средиземном море выше, чем в Атлантическом океане из-за  превышения потерь воды (за счёт испарения) над поступлением (за счёт осадков и речного стока)[11]. Испарение особенно сильное в восточной половине, что приводит к снижению уровня воды и повышению солености в этом районе.  В Гибралтарском проливе существует направленное на восток поверхностное течение холодной воды с пониженной соленостью из Атлантики и одновременное направленное на запад течение теплой солёной воды из Средиземного моря. Попав обратно в Атлантику, эта химически особая средиземноморская промежуточная вода может сохраняться на расстоянии тысяч километров от своего источника.
- Подводное соляное озеро — это большие участки соляного раствора на морском дне. Их солёность в 3-5 раз превышает солёность окружающего океана. Источник соли —растворение крупных соляных залежей соляной тектоники. Рассол часто содержит высокую концентрацию метана, обеспечивая энергией хемосинтетических экстремофилов, обитающих в этом специализированном биоме . На континентальном шельфе Антарктиды существуют соляные бассейны, где источником соляного раствора является соль, выделившаяся при образовании морского льда. Глубоководные и антарктические соляные бассейны могут быть токсичны для морских животных. Соленые бассейны иногда называют донными озёрами, поскольку плотный рассол создает галоклин, который с трудом смешивается с вышележащей морской водой. Высокая соленость повышает плотность рассола, что создает отчетливую поверхность и береговую линию озера.

Глубокое море расположено ниже термоклина, на глубине 1800 метров и более.

## Зоны
Океан делится на различные зоны по глубине: 
- литораль (приливо-отливная зона),
- сублитораль (до 200 м); нижнюю её часть иногда выделяют в качестве особой зоны — элиторали
- мезопелагиаль (200—1000 м)
- батиаль (до 2500—3000 м)
- абиссаль (до 6000 м)
- ультраабиссаль, или хадаль (глубже 6000 м).

### Мезопелагическая зона
Мезопелагическая зона представляет собой верхнюю часть средней водной зоны и простирается на глубину 200—1000 ниже уровня моря. Проникающего на такую глубину света недостаточно для поддержания фотосинтеза. Однако ограниченное количество света все ещё позволяет организмам видеть, а существа с чувствительным зрением могут обнаруживать добычу, общаться и ориентироваться с помощью зрения. Организмы в этом слое имеют большие глаза, чтобы максимально использовать количество света в окружающей среде.
Большинство мезопелагических рыб совершают ежедневные вертикальные миграции, перемещаясь ночью в эпипелагическую зону за аналогичной миграцией зоопланктона, и возвращаясь на глубину в целях безопасности в течение суток. При этом преодолеваются большие вертикальные расстояния с помощью плавательного пузыря. Надувание плавательного пузыря для подъёма при высоком давлении в мезопелагиале требует значительных затрат энергии. Давление в плавательном пузыре должно регулироваться, чтобы не допустить его разрыва. При возвращении на глубину, плавательный пузырь сдувается. Некоторые мезопелагические рыбы совершают ежедневные миграции через термоклин, где температура колеблется от 10 до 20 °C , что демонстрирует значительную устойчивость к изменению температуры.
Для маскировки мезопелагические рыбы используют цвет и биолюминесценцию, обычно у них нет защитных шипов. Хищники, нападающие из засады, имеют тёмную, чёрную или красную окраску. Поскольку более длинные красные волны света не достигают глубин моря, красный цвет по сути выполняет ту же функцию, что и чёрный. Перелетные формы используют серебристые противотеневые цвета. На брюшке у них часто имеются фотофоры, излучающие слабый свет. Для хищника, смотрящего снизу вверх, эта биолюминесценция маскирует силуэт рыбы. Однако у некоторых из этих хищников есть жёлтые линзы, которые фильтруют окружающий свет (с дефицитом красного), оставляя биолюминесценцию видимой.

### Батиальная зона
Батиальная зона представляет собой нижнюю часть средней водной зоны и охватывает глубины от 1000 до 4000 метров. Свет не достигает этой зоны, поэтому её называют «зона полуночи»; из-за отсутствия света она менее густонаселена, чем эпипелагическая зона, несмотря на то, что она намного больше. Там сокрушительное давление, низкие температуры 4 °C , низкий уровень растворенного кислорода и недостаток питательных веществ.
То немногое количество энергии, которое имеется в батипелагической зоне, спускается сверху в виде детрита, фекального материала и случайных беспозвоночных или мезопелагических рыб. Около 20 % пищи, которая берёт свое начало в эпипелагической зоне, попадает в мезопелагиаль, но только около 5 % просачивается в батипелагическую зону. Рыбы, которые там живут, могут иметь уменьшенные или полностью утраченные жабры, почки, сердце и плавательный пузырь, иметь скользкую, а не чешуйчатую кожу и слабый скелет и мускулатуру. Отсутствие окостенения является адаптацией для экономии энергии в условиях нехватки пищи. Большинство животных, обитающих в батиальной зоне, — это беспозвоночные, такие как морские губки, головоногие моллюски и иглокожие . За исключением очень глубоких участков океана, батиальная зона обычно достигает бентической зоны на морском дне.

### Абиссальная и хадальная зоны
Абиссальная зона остается в вечной темноте на глубине от 4000 до 6000 метров. Её населяют только хемотрофы и хищники, способные выдерживать огромное давление, иногда достигающее 76 Мегапаскаль (750 атм). Зона хадала (названная в честь Аида, греческого бога подземного мира) — это зона, предназначенная для самых глубоких впадин в мире, достигающих глубины менее 6000 метров (20 000 футов) . Самая глубокая точка хадальной зоны — Марианская впадина, глубина которой достигает 10 911 метров (35 797 футов) и имеет давление 110 Мегапаскаль (1100 атм). Гигантские трубчатые черви хемосинтезируют вблизи гидротермальных источников.